# Radków (gromada)
Radków – dawna gromada, czyli najmniejsza jednostka podziału terytorialnego Polskiej Rzeczypospolitej Ludowej w latach 1954–1972.
Gromady, z gromadzkimi radami narodowymi (GRN) jako organami władzy najniższego stopnia na wsi, funkcjonowały od reformy reorganizującej administrację wiejską przeprowadzonej jesienią 1954 do momentu ich zniesienia z dniem 1 stycznia 1973, tym samym wypierając organizację gminną w latach 1954–1972.
Gromadę Radków z siedzibą GRN w Radkowie utworzono – jako jedną z 8759 gromad na obszarze Polski – w powiecie włoszczowskim w woj. kieleckim, na mocy uchwały nr 13l/54 WRN w Kielcach z dnia 29 września 1954. W skład jednostki weszły obszary dotychczasowych gromad Radków i Dzierzgów ze zniesionej gminy Radków w tymże powiecie. Dla gromady ustalono 11 członków gromadzkiej rady narodowej.
1 stycznia 1959 do gromady Radków przyłączono wsie Krasów i Sulików z gromady Bebelno w tymże powiecie.
31 grudnia 1961 do gromady Radków przyłączono wsie Chycza (bez terenów przysiółka Chycza Brzustki), Kossów, Budków, Podłazie, Kwilina i Świerków, kolonię Borek oraz tereny byłych folwarków Kwilina, Świerków i Sosna ze zniesionej gromady Kossów.
1 stycznia 1969 do gromady Radków przyłączono wsie Krzepin i Skociszewy ze zniesionej gromady Bebelno oraz wsie Bałków, Bieganów, Brzeście, Ojsławice i Wola Czaryska ze zniesionej gromady Bieganów.
Gromada przetrwała do końca 1972 roku, czyli do kolejnej reformy gminnej, od której na okres prawie 10 lat Radków utracił funkcje administracyjne; gminę Radków reaktywowano dopiero 1 października 1982.